# Кис (лунный кратер)
Кратер Кис (лат. Kies), не путать с кратером Кисс (лат. Kiess) — останки крупного ударного кратера в юго-западной части Моря Облаков на видимой стороне Луны. Название присвоено в честь немецкого астронома и математика Иоганна Киса (1713—1781); утверждено Международным астрономическим союзом в 1935 г. Образование кратера относится к позднеимбрийскому периоду.

## Описание кратера

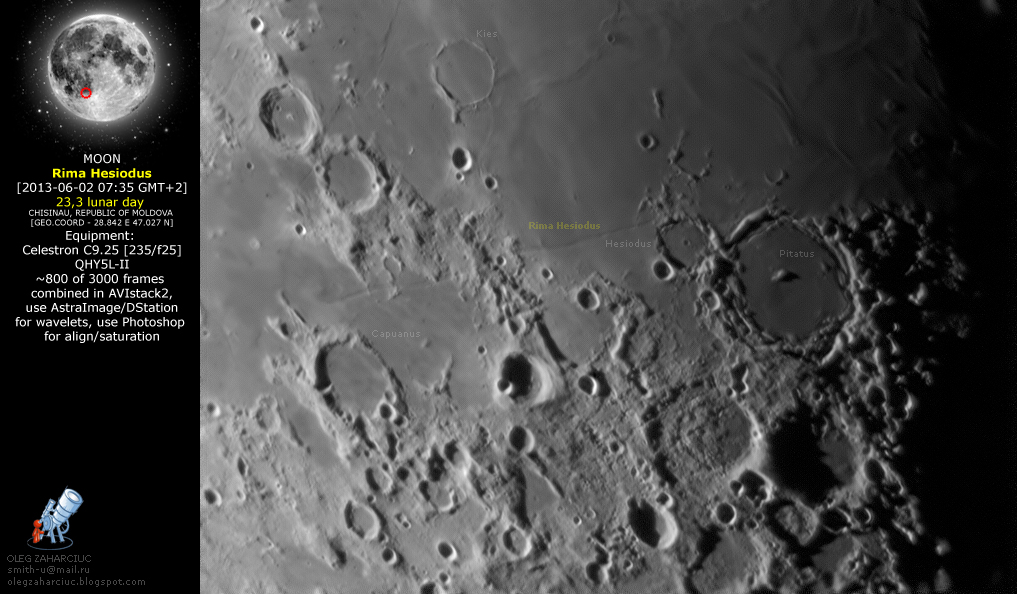
Окрестности кратера Кис. Снимок Олега Захарчука.

Ближайшими соседями кратера Кис являются кратер Гиппал на западе-северо-западе; кратер Кениг на северо-западе; кратер Буллиальд на севере; кратер Вольф на северо-востоке; кратер Питат на востоке-юго-востоке; кратер Вейс на юге-юго-востоке; кратеры Меркатор и Кампано на юго-западе. На западе от кратера Кис расположены борозды Гиппала, на юге борозда Гесиода и уступ Меркатора. Селенографические координаты центра кратера 26°19′ ю. ш. 22°38′ з. д. / 26,31° ю. ш. 22,63° з. д., диаметр 45,5 км, глубина 390 м.
Останки кратера Кис имеют полигональную форму, кратер полностью затоплены базальтовой лавой, над поверхностью Моря Облаков выступает лишь вал кратера имеющий широкий разрыв в западной части и многочисленные разрывы по периметру. К южной части вала примыкает треугольный хребет с вершиной направленной на юг. Высота вала над окружающей местностью в юго-западной части достигает 730 м, объем кратера составляет приблизительно 1 600 км3. Дно чаши пересечено светлым лучом с северо-запада на юго-восток, с восточной стороны кратера проходит светлый луч параллельный упомянутому выше.
Приблизительно в 45 км на юго-западе от центра кратера Кис находится щитовой вулкан с диаметром основания около 14 км и высотой 160 м.

## Сателлитные кратеры
| Кис | Координаты                                            | Диаметр, км |
| --- | ----------------------------------------------------- | ----------- |
| A   | 28°22′ ю. ш. 22°46′ з. д. / 28,36° ю. ш. 22,76° з. д. | 14,5        |
| B   | 28°46′ ю. ш. 21°56′ з. д. / 28,77° ю. ш. 21,93° з. д. | 9,4         |
| C   | 26°04′ ю. ш. 26°10′ з. д. / 26,07° ю. ш. 26,17° з. д. | 4,7         |
| D   | 24°56′ ю. ш. 18°33′ з. д. / 24,93° ю. ш. 18,55° з. д. | 5,6         |
| E   | 28°46′ ю. ш. 22°50′ з. д. / 28,76° ю. ш. 22,83° з. д. | 6,2         |

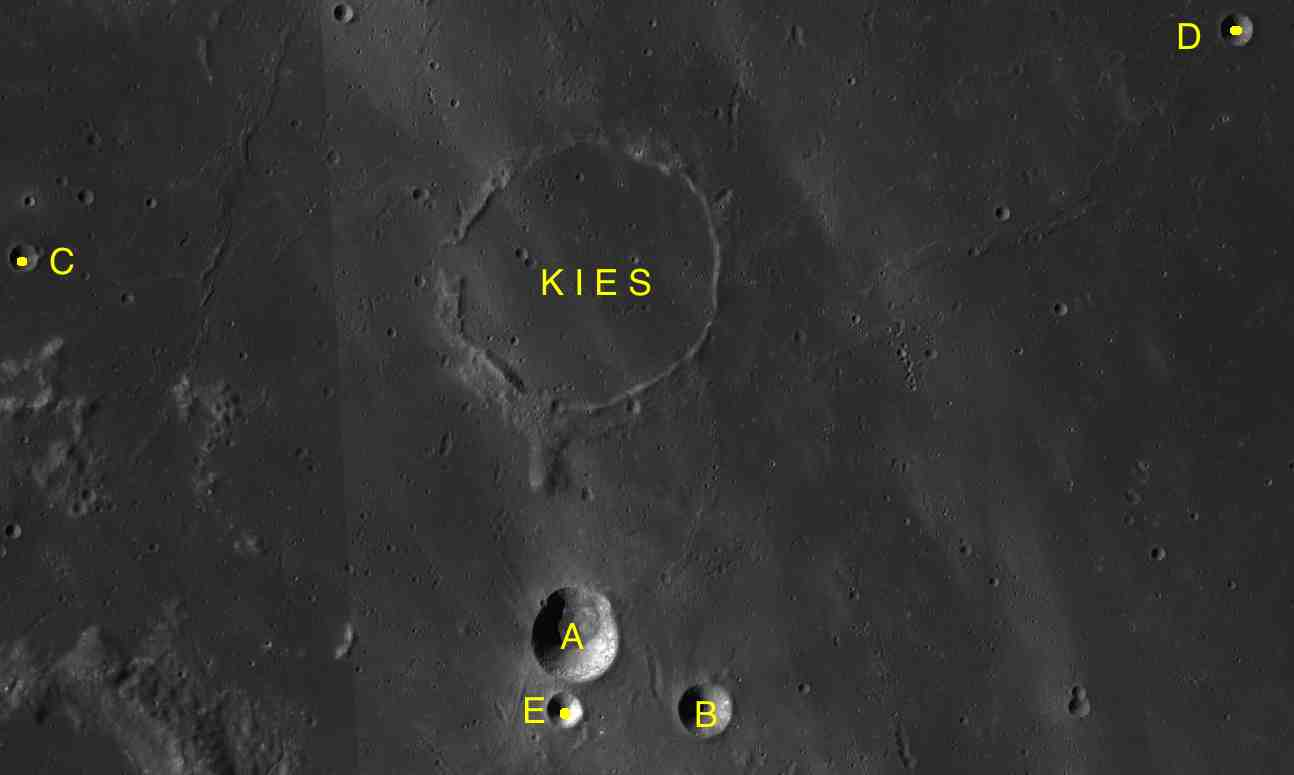
Фрагмент карты LAC-94.

- Сателлитный кратер Кис A включен в список кратеров с темными радиальными полосами на внутреннем склоне Ассоциации лунной и планетарной астрономии (ALPO)[7].

## См.также
- Список кратеров на Луне
- Лунный кратер
- Морфологический каталог кратеров Луны
- Планетная номенклатура
- Селенография
- Минералогия Луны
- Геология Луны
- Поздняя тяжёлая бомбардировка